# Kiss Sándor (labdarúgó)
Kiss Sándor (Szekszárd, 1956. november 2. –) válogatott labdarúgó, csatár, edző.

## Pályafutása

### Klubcsapatban
1977 és 1986 között összesen 217 bajnoki mérkőzésen szerepelt és 81 gólt szerzett.

### A válogatottban
1982 és 1983 között 2 alkalommal szerepelt a válogatottban és 2 gólt szerzett. Háromszoros olimpiai válogatott (1983), kilencszeres ifjúsági válogatott (1974–75), ötszörös egyéb válogatott (1983, 1 gól).

## Sikerei, díjai
- Magyar bajnokság
  - 2.: 1979–80
- Magyar kupa (MNK)
  - győztes: 1982, 1983
  - döntős: 1978
- Kupagyőztesek Európa-kupája (KEK)
  - negyeddöntős: 1983–84
- Ifjúsági Európa-bajnoki bronzérmes: 1975

## Statisztika

### Mérkőzései a válogatottban
| Magyarország | Magyarország         | Magyarország           | Magyarország | Magyarország | Magyarország | Magyarország       | Magyarország | Magyarország |
| #            | Dátum                | Helyszín               | Hazai        | Eredmény     | Vendég       | Kiírás             | Gólok        | Esemény      |
| ------------ | -------------------- | ---------------------- | ------------ | ------------ | ------------ | ------------------ | ------------ | ------------ |
| 1.           | 1982. szeptember 22. | Győr, Rába ETO Stadion | Magyarország | 5 – 0        | Törökország  | barátságos         | 1            | 46' 61'      |
|              | 1983. március 23.    | Veliko Tarnovo         | Bulgária     | 1 – 1        | Magyarország | olimpiai selejtező | -            | 47'          |
|              | 1983. szeptember 21. | Drama                  | Görögország  | 1 – 2        | Magyarország | olimpiai selejtező | -            | 46'          |
| 2.           | 1983. október 26.    | Budapest, Népstadion   | Magyarország | 1 – 0        | Dánia        | Eb-selejtező       | 1            | 55'          |
|              | Összesen             |                        |              | 2            | mérkőzés     |                    | 2            | gól          |